# Liste der geschützten Landschaftsbestandteile in Niedersachsen
Die Liste der geschützten Landschaftsbestandteile in Niedersachsen nennt die Listen der geschützten Landschaftsbestandteile in Niedersachsen.

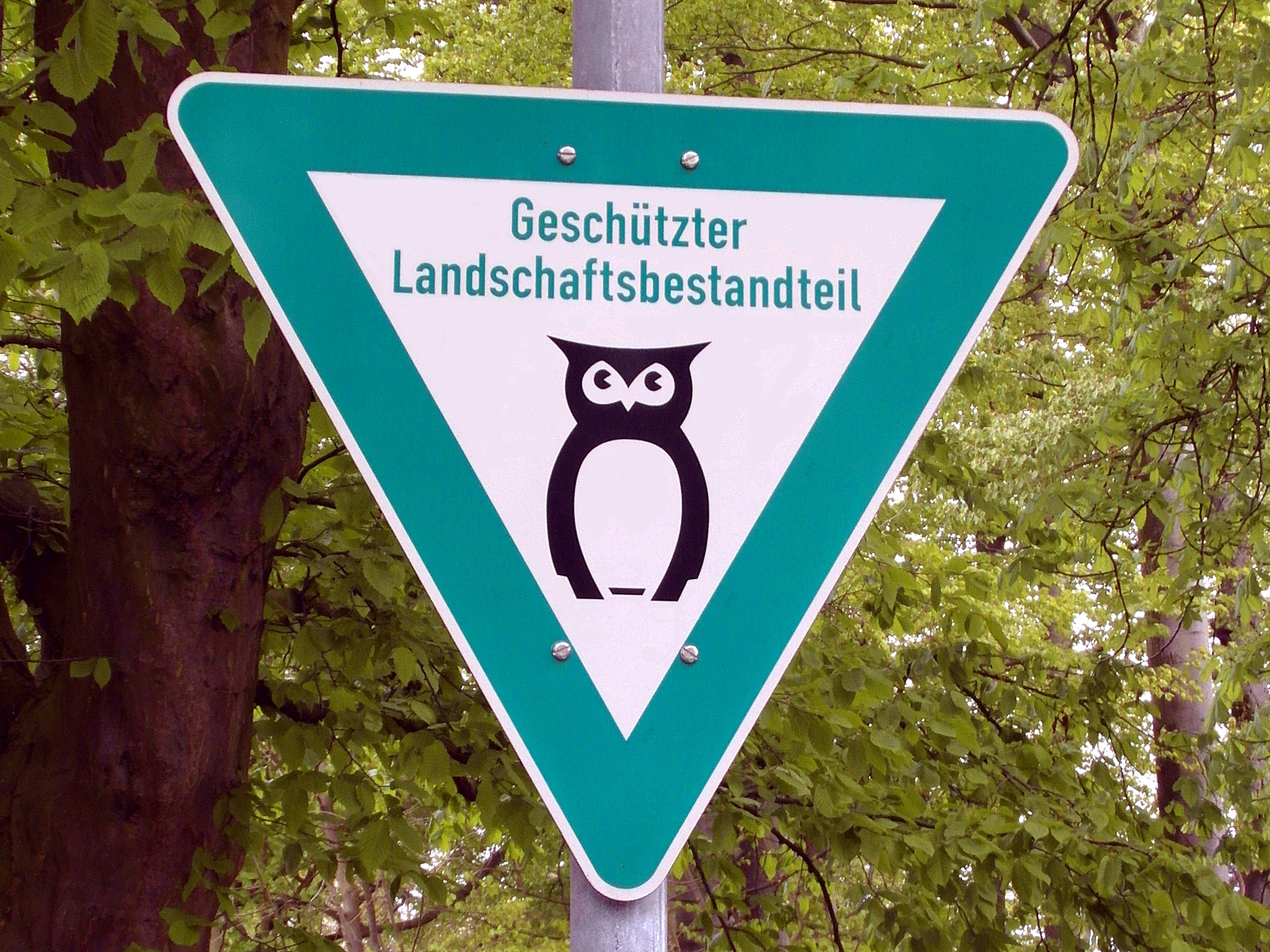
Geschützter Landschaftsbestandteil – Schild in Hannover-Ahlem

Am 31. Dezember 2015 gab es laut der Statistik des Niedersächsischen Landesbetrieb für Wasserwirtschaft, Küsten- und Naturschutz (NLWKN) in den Kreisen und kreisfreien Städten in Niedersachsen insgesamt 613 geschützte Landschaftsbestandteile. Ohne Berücksichtigung der Baumschutzsatzungen hatten diese eine Gesamtfläche von 1260 ha. Das entspricht 0,02 % der Fläche des Bundeslandes.

## Übersicht
| Gebiet                        | Liste                                                                          | Anzahl der geschützten Landschaftsbestandteile |
| ----------------------------- | ------------------------------------------------------------------------------ | ---------------------------------------------- |
| Landkreis Ammerland           | Liste der geschützten Landschaftsbestandteile im Landkreis Ammerland           | 33                                             |
| Landkreis Aurich              | Liste der geschützten Landschaftsbestandteile im Landkreis Aurich              | 20                                             |
| Braunschweig                  | Liste der geschützten Landschaftsbestandteile in Braunschweig                  | 01                                             |
| Landkreis Celle               | Liste der geschützten Landschaftsbestandteile im Landkreis Celle               | 11                                             |
| Landkreis Cloppenburg         | Liste der geschützten Landschaftsbestandteile im Landkreis Cloppenburg         | 05                                             |
| Landkreis Cuxhaven            | Liste der geschützten Landschaftsbestandteile im Landkreis Cuxhaven            | 49                                             |
| Delmenhorst                   | Liste der geschützten Landschaftsbestandteile in Delmenhorst                   | 01                                             |
| Landkreis Diepholz            | Liste der geschützten Landschaftsbestandteile im Landkreis Diepholz            | 06                                             |
| Emden                         | Liste der geschützten Landschaftsbestandteile in Emden                         | 01                                             |
| Landkreis Emsland             | Liste der geschützten Landschaftsbestandteile im Landkreis Emsland             | 08                                             |
| Landkreis Friesland           | Liste der geschützten Landschaftsbestandteile im Landkreis Friesland           | 39                                             |
| Landkreis Gifhorn             | Liste der geschützten Landschaftsbestandteile im Landkreis Gifhorn             | 22                                             |
| Landkreis Goslar              | Liste der geschützten Landschaftsbestandteile im Landkreis Goslar              | 05                                             |
| Landkreis Göttingen           | Liste der geschützten Landschaftsbestandteile im Landkreis Göttingen           | 17                                             |
| Landkreis Grafschaft Bentheim | Liste der geschützten Landschaftsbestandteile im Landkreis Grafschaft Bentheim | 05                                             |
| Landkreis Hameln-Pyrmont      | Liste der geschützten Landschaftsbestandteile im Landkreis Hameln-Pyrmont      | 06                                             |
| Region Hannover               | Liste der geschützten Landschaftsbestandteile in der Region Hannover           | 67                                             |
| Landkreis Harburg             | Liste der geschützten Landschaftsbestandteile im Landkreis Harburg             | 13                                             |
| Landkreis Heidekreis          | Liste der geschützten Landschaftsbestandteile im Landkreis Heidekreis          | 03                                             |
| Landkreis Helmstedt           | Liste der geschützten Landschaftsbestandteile im Landkreis Helmstedt           | 01                                             |
| Landkreis Hildesheim          | Liste der geschützten Landschaftsbestandteile im Landkreis Hildesheim          | 21                                             |
| Landkreis Holzminden          | Liste der geschützten Landschaftsbestandteile im Landkreis Holzminden          | 01                                             |
| Landkreis Leer                | Liste der geschützten Landschaftsbestandteile im Landkreis Leer                | 60                                             |
| Landkreis Lüchow-Dannenberg   | Liste der geschützten Landschaftsbestandteile im Landkreis Lüchow-Dannenberg   | 02                                             |
| Landkreis Lüneburg            | Liste der geschützten Landschaftsbestandteile im Landkreis Lüneburg            | 07                                             |
| Landkreis Nienburg/Weser      | Liste der geschützten Landschaftsbestandteile im Landkreis Nienburg/Weser      | 02                                             |
| Landkreis Northeim            | Liste der geschützten Landschaftsbestandteile im Landkreis Northeim            | 01                                             |
| Landkreis Oldenburg           | Liste der geschützten Landschaftsbestandteile im Landkreis Oldenburg           | 71                                             |
| Oldenburg (Oldenburg)         | Liste der geschützten Landschaftsbestandteile in Oldenburg (Oldb)              | 08                                             |
| Landkreis Osnabrück           | Liste der geschützten Landschaftsbestandteile im Landkreis Osnabrück           | 31                                             |
| Osnabrück                     | [ 6 ]                                                                          | 0                                              |
| Landkreis Osterholz           | Liste der geschützten Landschaftsbestandteile im Landkreis Osterholz           | 13                                             |
| Landkreis Peine               | Liste der geschützten Landschaftsbestandteile im Landkreis Peine               | 09                                             |
| Landkreis Rotenburg (Wümme)   | Liste der geschützten Landschaftsbestandteile im Landkreis Rotenburg (Wümme)   | 11                                             |
| Salzgitter                    | Liste der geschützten Landschaftsbestandteile in Salzgitter                    | 01                                             |
| Landkreis Schaumburg          | Liste der geschützten Landschaftsbestandteile im Landkreis Schaumburg          | 17                                             |
| Landkreis Stade               | Liste der geschützten Landschaftsbestandteile im Landkreis Stade               | 09                                             |
| Landkreis Uelzen              | Liste der geschützten Landschaftsbestandteile im Landkreis Uelzen              | 10                                             |
| Landkreis Vechta              | Liste der geschützten Landschaftsbestandteile im Landkreis Vechta              | 01                                             |
| Landkreis Verden              | Liste der geschützten Landschaftsbestandteile im Landkreis Verden              | 12                                             |
| Landkreis Wesermarsch         | Liste der geschützten Landschaftsbestandteile im Landkreis Wesermarsch         | 03                                             |
| Wilhelmshaven                 | Liste der geschützten Landschaftsbestandteile in Wilhelmshaven                 | 09                                             |
| Landkreis Wittmund            | Liste der geschützten Landschaftsbestandteile im Landkreis Wittmund            | 01                                             |
| Landkreis Wolfenbüttel        | Liste der geschützten Landschaftsbestandteile im Landkreis Wolfenbüttel        | 18                                             |
| Wolfsburg                     | Liste der geschützten Landschaftsbestandteile in Wolfsburg                     | 02                                             |

## Hinweis
Die Gesamtzahl der geschützten Landschaftsbestandteile in den einzelnen Listen (Stand: März 2016) weicht von der in der Übersicht des NLWKN (Stand: 31. Dezember 2015) veröffentlichten Zahl ab.

## Belege und Anmerkungen
1. 1 2  
Geschützte Landschaftsbestandteile in Niedersachsen. Niedersächsischer Landesbetrieb für Wasserwirtschaft, Küsten- und Naturschutz, abgerufen am 7. April 2017.
2. ↑  Quellen sind die der jeweils verlinkten Liste
3. ↑  davon 14 vom ehemaligen Osterode am Harz ausgewiesene
4. ↑  davon 19 nur geschützt gemäß § 22 Abs. 4
5. 1 2  
dazu 1 Landschaftsbestandteil, dessen Schutz wieder aufgehoben wurde
6. ↑  kein geschützter Landschaftsbestandteil